# 洛克尼亞河 (洛瓦季河支流)
洛克尼亞河是俄羅斯的河流，位於別扎尼齊高地，屬於洛瓦季河的左支流，由普斯科夫州負責管轄，是波羅的海流域的一部分，河道全長119公里，流域面積2,190平方公里，發源自洛克諾沃湖。